# Karl Henrik Benckert
Karl Henrik Benckert, född 1750, död 22 maj 1826 i Stockholm, var en svensk sidenfabrikör och riksdagsman.
Karl Henrik Benckert verkade som sidenfabrikör i Stockholm. Efter Johan Peter Gladbergs bortgång inträdde han den 4 juni som riksdagsman i borgarståndet för staden vid urtima riksdagen 1812. Han var då ledamot i riksdagens allmänna besvärs- och ekonomiutskott.